# Zikmund Keglevič
Hrabě Zikmund Keglevič (maďarsky Keglevich Zsigmond, 7. května 1732, Turňa nad Bodvou – 19. prosince 1805, Trnava) byl uherský teolog, titulární biskup makarijský a arciprobošt.

## Život
Narodil se jako syn hraběte Josefa Kegleviče, nejvyššího išpána a vrchního strážce. V roce 1749 byl přijat jako novic v Ostřihomi. Studoval filosofii v Trnavě, od 30. prosince 1752 na římském Collegiu Germanicu et Hungaricu, kde v roce 1755 získal titul doktora teologie.
Zpět do vlasti se vrátil 10. září 1755 jako kněz. Po několika úřednických funkcích se roce 1759 stal kanovníkem v Bratislavě a od 19. dubna 1760 v Ostřihomi. Od 3. května 1762 byl proboštem u svatého Štěpána, 19. dubna 1764 byl jmenován titulárním makarijským biskupem a 30. dubna 1766 proboštem ostřihomským.
Po rekonstrukci Trnavské univerzity, kde vedl fakultu práv, byl 12. prosince 1769 zvolen rektorem a v této funkci setrval do roku 1771.

## Spisy
- Sanctissimo S. D. N. Benedicto XIV. Theses ex dissertatione canonica de celebratione Missarum, quas in collegio Germanico et Hungarico publice defendendas proponit. Romae, 1755.
- Sermo ... habitus Tyrnaviae die 2. Julii Anno 1776. cum cels. ac. rev. dnus ... princeps Josephus e comitibus de Batthyán... primas regni Hungariae ... suam metropol. Strigoniensem Ecclesiam ingressus pallium archiepiscopale sumpsit. Tyrnaviae, 1776.
- Sermo die 15. Oct. 1777. dum Mariae Theresiae reginae apostolicae munificentiae insigne capitulare, honoribus S. Stephani regis Apostolici ... Strigoniensis patroni dicatum e manibus...Josephi e com. Batthyán, ... ex delegatione regia reciperet metropolitanum capitulum ecclesiae Strigoniensis dictus... U. ott, 1777. (Německy, tamtéž 1777.)

Rukopis v ostřihomské arcidiecézní knihovně: Tractatus de incarnatione. Actibus humanis Romae, 4 díly po 2 svazcích.